# Gangan FC
El Gangan FC es un equipo de fútbol de Guinea que milita en el Segunda División de Guinea, el segundo torneo de fútbol más importante del país.

## Historia
Fue fundado en el año 1961 en la ciudad de Kindia, al oeste de Guinea con el nombre Sily Club de Kindia y fue el primer equipo de Guinea en jugar la primera edición de la Copa Africana de Clubes Campeones en 1964 como campeón de la Copa Nacional de Guinea en ese año.
En el 2005 el club fue refundado con su nombre actual, y todos los logros del Sily Club también son suyos, aunque no hayan obtenido logros importantes desde entonces excepto en la temporada 2005 en la que perdieron la final ante el AS Kaloum Star.

## Palmarés
- Copa Nacional de Guinea: 1

1963
- - Finalista: 2

1964, 2005

## Participación en competiciones de la CAF
| Temporada | Torneo                            | Ronda | Club              | Casa | Visita | Global |
| --------- | --------------------------------- | ----- | ----------------- | ---- | ------ | ------ |
| 1964      | Copa Africana de Clubes Campeones | 1     | Invincible Eleven | 4-1  | 2-3    | 6-4    |
| 1964      | Copa Africana de Clubes Campeones | 2     | Stade Malien      | 4-2  | 0-2    | 4-41   |

1- Se jugó un partido de desempate en Bamako, en el cual ganó el Stade Malien 2-3.